# 南海龍太郎
南海龍 太郎（なんかいりゅう たろう、1965年2月22日 - ）は、西サモア（現・サモア独立国）出身の元プロレスラー、高砂部屋に所属した元大相撲力士。本名はキリフィ・サパ（Kilifi Sapa）。最高位は西前頭2枚目（1988年5月場所）。力士時代の体格は188cm、153kg。

## 人物
西サモアの首都アピア市に生まれ、19歳の時に力士の公募に対して応募し、300名ほどの候補の中から2名がスカウトされ、高砂部屋に入門。四股名は「南海龍」と命名され、1984年（昭和59年）9月場所に同じ西サモア出身の南洋桜（最高位・東幕下48枚目、1988年（昭和63年）1月場所廃業。）とともに初土俵を踏んだ。1987年（昭和62年）5月に十両に昇進し史上初の西サモア出身関取、11月には新入幕を果たし史上初の西サモア出身幕内力士、また昭和40年代生まれで初の幕内力士となり、筋肉質の体、足運びのよさや力の強さから大いに期待され「サモアの怪人」などと呼ばれた。横綱千代の富士も、自分と同体格で相撲のスタイルも似ている南海龍を意識していた。部屋の兄弟子であった小錦が大関に昇進した際には騎馬の前方を務めた。十両昇進後は勝ち越しを続け、1988年（昭和63年）5月場所では自己最高位となる西前頭2枚目まで進み、大関北天佑に勝ち、横綱大乃国に善戦するなどしたが、この場所は6勝9敗と関取になって初めて負け越した。それでも持ち前のパワーで三役昇進は時間の問題と思われた。
しかし、同部屋の兄弟弟子達から「1晩でビール100本」「一度飲み出したら翌々日まで飲んでいた」と言われる程の大酒飲みで知られ、彼の飲んでいる姿を最後まで見届けられる人はいなかったため正確な酒量は誰にも分からなかった。その酒量からすれば当然だが稽古もあまりしない力士として現役当時は有名であった。彼は、泥酔して乗り合わせたタクシーの運転手を日本語が聞き取れなかったことを理由に胸ぐらを掴んだり、泊まったホテルのボーイを「態度が悪い」と言い掛かりをつけて殴るなど度々事件を起こしており、親方や兄弟子が心配して何度も厳重注意、特に小錦は問題を起こす度に解決すべく現場に駆けつけては叱責して改善を命じ、南海龍と飲みに出かけた際には南海龍が席を立った隙に飲んでいる酒をこっそりウーロン茶にすり替えたり、時には張り倒して失神させて事態を収めることもしたが、なかなか変わらなかった。小錦は南海龍の酒のトラブルを関知するとシゴキ同然の懲罰稽古を課すことがあったが、師匠が先に懲罰を与えるとさらに厳しい懲罰を与えるため自分が先に懲罰を与えておかなければという小錦の思いやりからであった。出身地のサモアでなかなかビールが手に入らなかったことが仇となり南海龍は飲酒癖が悪化したのではないか、という分析も存在する。小錦は自分がサモア系であることもあって南海龍の面倒を熱心に見ていた。またサモア語が話せることから通訳も行っていた。引退後に「あの時（後述参照）『相撲』と答えていれば、今は廻しの上に綱を締めて土俵に上がっていたはずだよ」と、南海龍の相撲人生にて飲酒が唯一にして最大の障害となっていたことを明かし、大成していた可能性もあったことを語った。酒癖は悪かったが普段は素朴な好青年であった。
1987年に部屋近くのホテルで酒に酔って従業員に暴行を加えた。翌年も別のホテルで暴れて警察に通報される騒ぎを起こした。1988年（昭和63年）9月場所14日目には、「腹痛のため休場」と休場届が提出され、当日両国国技館内でもアナウンスされたが、真相が酒の飲み過ぎで二日酔いに耐えられずに休場せざるを得なかったことが直ちに露見し、この休場は無断休場扱いされた。この場所の終了直後、師匠の5代高砂（元横綱朝潮）からの「酒と相撲、どっちを取るんだ」との言葉に「酒は絶対にやめられない」と答えた南海龍は、そのまま故郷の西サモアに帰国した。タニマチに見送られて空港に現れた南海龍は、髷をほどいてソバージュヘアにし、アロハシャツにジーンズ姿で現れ「相撲道は僕に合わない。ロサンゼルスで音楽の勉強をしたい」と言い残したという。この問題を放置するわけにはいかず、一門での話し合いや当時の二子山理事長（元横綱若乃花）への相談の結果、「番付にはそのまま記載するが戻って来ても出場させない」という措置が決定、11月場所の番付に名前を残して廃業届が受理された。5代高砂はその後間もなく脳溢血で倒れ緊急入院、意識が戻ることなく同年10月23日に急死した。
廃業から2年後の1990年（平成2年）、再び来日し、新日本プロレスの藤波辰爾が結成したドラゴンボンバーズに参加する。入団前には「酒は一滴も飲まない」と言う誓約書まで書いたが、デビュー戦の1週間前に泥酔状態で乗っていたバイク（つまり飲酒運転である）を他人の車に投げ付けて破壊する問題を起こし、警察が出動する騒ぎとなった。結局この事件が問題となって新日本プロレスを解雇され、プロレスデビューすることなく帰国した。

## 力士時代の主な成績
- 通算成績：145勝94敗16休 勝率.607
- 幕内成績：44勝45敗16休 勝率.494
- 現役在位：26場所
- 幕内在位：7場所

### 場所別成績
| | 一月場所 初場所（東京） | 三月場所 春場所（大阪） | 五月場所 夏場所（東京） | 七月場所 名古屋場所（愛知） | 九月場所 秋場所（東京） | 十一月場所 九州場所（福岡） |
| --- | ----------------------- | ----------------------- | ----------------------- | --------------------------- | ----------------------- | --------------------------- |
| 1984年 （昭和59年） | x                       | x                       | x                       | x                           | （前相撲）              | 西序ノ口40枚目 5–2          |
| 1985年 （昭和60年） | 西序二段124枚目 6–1     | 東序二段51枚目 7–0      | 西三段目62枚目 6–1      | 西三段目18枚目 2–5          | 西三段目49枚目 3–4      | 東三段目62枚目 6–1          |
| 1986年 （昭和61年） | 東三段目17枚目 4–3      | 西三段目3枚目 6–1       | 西幕下33枚目 3–4        | 西幕下45枚目 4–3            | 西幕下30枚目 5–2        | 東幕下16枚目 6–1            |
| 1987年 （昭和62年） | 西幕下3枚目 4–3         | 西幕下2枚目 4–3         | 西十両13枚目 10–5       | 東十両8枚目 9–6             | 東十両4枚目 11–4        | 西前頭12枚目 8–7            |
| 1988年 （昭和63年） | 東前頭12枚目 8–7        | 東前頭8枚目 9–6         | 西前頭2枚目 6–9         | 東前頭5枚目 7–8             | 西前頭5枚目 6–8–1       | 東前頭9枚目 引退 –          |
| 各欄の数字は、「勝ち-負け-休場」を示す。 優勝 引退 休場 十両 幕下 三賞：敢=敢闘賞、殊=殊勲賞、技=技能賞 その他：★=金星 番付階級：幕内 - 十両 - 幕下 - 三段目 - 序二段 - 序ノ口 幕内序列：横綱 - 大関 - 関脇 - 小結 - 前頭（「#数字」は各位内の序列） |                         |                         |                         |                             |                         |                             |

## 幕内対戦成績
| 力士名   | 勝数 | 負数 | 力士名     | 勝数 | 負数 | 力士名   | 勝数 | 負数 | 力士名   | 勝数 | 負数 |
| -------- | ---- | ---- | ---------- | ---- | ---- | -------- | ---- | ---- | -------- | ---- | ---- |
| 安芸ノ島 | 1    | 1    | 旭富士     | 0    | 2    | 板井     | 0    | 1    | 恵那櫻   | 0    | 1    |
| 巨砲     | 4    | 1    | 大乃国     | 0    | 2    | 大乃花   | 1    | 0    | 霧島     | 2    | 3    |
| 起利錦   | 0    | 1    | 麒麟児     | 2    | 1    | 高望山   | 2    | 1    | 琴稲妻   | 3    | 0    |
| 琴ヶ梅   | 0    | 2    | 琴富士     | 0    | 1    | 薩洲洋   | 1    | 2    | 陣岳     | 1    | 3    |
| 太寿山   | 1    | 2    | 大徹       | 2    | 1    | 孝乃富士 | 3(1) | 1    | 隆三杉   | 1    | 1    |
| 玉龍     | 1    | 0    | 千代の富士 | 0    | 1    | 寺尾     | 1    | 3    | 出羽の花 | 1    | 0    |
| 闘竜     | 0    | 2    | 栃司       | 2    | 1    | 栃乃和歌 | 0    | 2    | 花乃湖   | 3    | 0    |
| 花ノ国   | 2    | 1    | 富士乃真   | 1    | 0    | 北天佑   | 1    | 0    | 北勝海   | 0    | 1    |
| 前乃臻   | 1    | 1    | 益荒雄     | 1    | 0    | 三杉里   | 1    | 0    | 両国     | 0    | 3    |
| 若瀬川   | 0    | 2(1) |            |      |      |          |      |      |          |      |      |

## 改名歴
- 南海龍 太郎（なんかいりゅう たろう）1984年9月場所 - 1988年11月場所